# 廣瀬英晴
廣瀬 英晴（ひろせ ひではる）は、歯科材料学の研究者、日本大学歯学部歯学科准教授（理学修士（東京理科大学）、歯学博士（日本大学））。
1975年東京理科大学理学部応用化学科卒業、1977年東京理科大学大学院理学研究科修了、1977年日本大学歯学部助手、1989年日本大学講師、1994年日本大学助教授を経て現職。
1987年日本大学より歯学博士号を取得（論文タイトルは『シクロホスファゼンを骨格とする歯科用多官能性モノマーの合成とバルク重合物の物性に関する研究：疎水性官能基を置換したモノマーについて』）。

## 研究課題
- シクロホスファゼンを骨格とする歯科用多官能性モノマーの合成とバルク重合物の物性に関する研究[3]
- 可視光線重合型レジンの重合率に関する研究[3]
- 鋳造用リングライナーに関する研究[3]

## 主な著作・編著・共著・監修
- スタンダード歯科理工学－生体材料と歯科材料ー第４版 学建書院
- 最新歯冠修復用コンポジットレジンと各種ファイバーの臨床・技工，歯科技工別冊 医歯薬出版

## 主な受賞
- 2010年 日本医用歯科機器学会 第20回道具大賞アィディア賞（演題『インベストメントエジェクター第２報－油圧プレス用アタッチメント』に対して[4]）
- 2007年 日本歯科理工学会学術講演会発表優秀賞[1]
- 2004年 日本医用歯科機器学会 第14回道具大賞・銅賞（演題『技工用ハンドインスツルメントの改良』に対して[4]）
- 2002年 日本医用歯科機器学会 第14回道具大賞・銅賞（演題『訪問歯科診療用折りたたみ式集塵ケースの開発』に対して[4]）